# Nigrosine
La nigrosine est le nom commercial d'une famille de mélanges de colorants noirs bleutés organiques à base d'aniline, solubles dans les matières grasses, vendus également sous une forme sulfonée soluble dans l'eau.
Le terme est attesté en 1874 dans un dictionnaire médical. On utilise la nigrosine pour la coloration des coupes biologiques.
La nigrosine a servi en teinture. Elle a servi dès le XIXe siècle, pour la fabrication d'encres. Elle a encore cet usage, notamment pour les stylos-feutres. Elle sert pour les stylos-plume sous une forme rendue soluble dans l'eau par sulfonation parfois désignée comme « acid black 1 » ou 2 ou « solvent black 2 ».